# Hervé Robbe
Pour les articles homonymes, voir Robbe.
Hervé Robbe, né à Lille en septembre 1961, est un chorégraphe français de danse contemporaine.

## Biographie
Élevé dans la banlieue de Lille, Hervé Robbe a commencé des études d'architecture avant de s'orienter vers la danse. Il se forme ainsi à l'École Mudra de Bruxelles auprès de Maurice Béjart et deviendra interprète de nombreuses chorégraphies néoclassiques. En 1987, après des collaborations avec des chorégraphes contemporains, il fonde sa propre compagnie, Le Marieta Secret, et explore divers champs de créations scéniques, notamment avec l'utilisation des nouvelles technologies et l'introduction des arts plastiques sur scène pour évoluer peu à peu vers le mouvement dit de la « non-danse ». De ses études d'architecture reste un goût prononcé pour les espaces scéniques structurés et mobiles. Sa danse se caractérise par une écriture très rigoureuse basée sur la répétition et la transformation de phrases dansées qui s'articulent de façon presque géométrique.
De 1999 à 2011, Hervé Robbe est le directeur du Centre chorégraphique national de Havre-Haute-Normandie. Depuis 2012, il dirige la compagnie Travelling & Co avec laquelle il diffuse son répertoire de chorégraphies et de films de danse, produit des nouvelles créations et intervient auprès d'un public divers dans le cadre d'ateliers et de séminaires de travail.
En 2013, il devient directeur artistique du PRCC de la Fondation Royaumont et dirige Prototype, un programme de formation de jeunes chorégraphes.
En plus de ses chorégraphies, Hervé Robbe réalise avec le concours du vidéaste Vincent Bosc des films de danse tels que notamment Vaguely Light (2006), Une maison sur la colline (2009), Un appartement en centre-ville (2009), Next Days (2010), Remembrance (épisodes 1 à 3, 2017 à 2019).
Hervé Robbe est également artiste associé au Centre national de danse contemporaine à Angers de 2017 à 2019.

## Principales chorégraphies
- 1988 : Histoire courte des enfants de la Place Hébert
- 1989 : Flowers for Madam
- 1990 : Assaï Vivace
- 1992 : De humani corporis fabrica
- 1993 : Factory œuvre conçue avec le plasticien Richard Deacon
- 1993 : Made of en collaboration avec Emmanuelle Huynh et Rachid Ouramdane
- 1997 : Miss K
- 1999 : Polaroid un solo autobiographique
- 2000 : Permis de construire et Avis de démolition
- 2001 : In Between - Yellow Suite
- 2002 : Des horizons perdus
- 2003 : <<REW
- 2005 : Mutating Score
- 2006 : So Long as Baby... Love and Songs Will Be
- 2007 : Là, on y danse
- 2009 : Un appartement en centre-ville
- 2010 : Next Days
- 2011 : Un terrain encore vague
- 2012 : Slogans
- 2013 : Dahlias Song
- 2014 : La Tentation d'un Ermitage
- 2016 : Grand Remix de Messe pour le temps présent
- 2017 : A New Landscape
- 2019 : In extenso, danses en nouvelles... (Opus 1, Danse de 4 et Opus 2 Danse de 20)
- 2020 : In extenso, danses en nouvelles... (Opus 3, Danse de 6)